# شهرستان هوی کراچآو
شهرستان هوی کراچآو (به تایلندی: ห้วยกระเจา) واقع در استان کانتچانابوری تایلند است.این شهرستان دارای ۴ شهر و  ۶۷ روستا است.
| شماره. | نام         | تایلندی   | تعداد روستا |  |
| ------ | ----------- | --------- | ----------- |  |
| ۱.     | هوی کراچآو  | ห้วยกระเจา | ۲۰          |  |
| ۲.     | وانگ فای    | วังไผ่      | ۱۱          |  |
| ۳.     | دون سالاایپ | ดอนแสลบ   | ۲۲          |  |
| ۴.     | سا لونگ روآ | สระลงเรือ  | ۱۴          |  |